# Matt Bomer
Matthew Staton Bomer (Webster Groves, Misuri; 11 de octubre de 1977), conocido como Matt Bomer, es un actor estadounidense. 
Entre sus papeles más destacados se encuentra la personificación del exconvicto Neal Caffrey en la serie White Collar de USA Network y cuyo estreno fue en 2009.
Su primera intervención en la pantalla pequeña fue en la serie Guiding Light de 2001 y comenzó a tener popularidad tras interpretar a Bryce Larkin en la serie Chuck de NBC. Ha participado en varios papeles secundarios como en la película de suspense Flightplan de 2005, la película de ciencia ficción In Time de 2011 y la tragicomedia Magic Mike de 2012. En 2011 formó parte del elenco de la obra teatral 8, escrita por Dustin Lance Black, y que se presentó en Broadway y en el Wilshire Ebell Theater de Los Ángeles. En 8 encarnó a Jeff Zarrillo, uno de los demandantes del referéndum Proposición 8, que eliminaba el derecho de contraer matrimonio a las parejas del mismo sexo en el estado de California.

## Biografía
Bomer nació en Webster Groves, Gran San Luis, Misuri; es uno de los tres hijos de Sissi y John Bomer, un exfutbolista del equipo Dallas Cowboys. Asistió a la escuela secundaria Klein, ubicada en Spring, junto al actor Lee Pace; años más tarde, ambos trabajaron en el Teatro Alley de Houston, una compañía teatral sin fines de lucro. En 2001 se graduó de la Universidad Carnegie Mellon en Pittsburgh, Pensilvania, con un título en Bellas Artes.

## Carrera
Después de su graduación de la Universidad Carnegie Mellon en 2001, se trasladó a la ciudad de Nueva York y trabajó en teatro, hasta que fue convocado para un papel menor, como Ian Kipling, en All My Children, una serie de televisión de la cadena ABC. Más tarde ese año, personificó a Ben Reade en otra serie televisiva, Guiding Light, de la cadena CBS. Interpretó a Luc, el interés romántico de Tru (Eliza Dushku), en Tru Calling (2003–04), una serie de ciencia ficción de la cadena FOX.
Aunque Bomer era la opción preferida del director Brett Ratner para interpretar a Superman/Clark Kent para el proyecto que más tarde se convertiría en Superman Returns (2006), Ratner abandonó el proyecto en 2003 y fue reemplazado por el director Bryan Singer; Singer eligió al actor Brandon Routh para el protagónico en octubre de 2004.
Bomer apareció en North Shore (2004-05), otra novela televisiva, y en la película de suspense Flightplan (2005), junto a Jodie Foster.
En The Texas Chainsaw Massacre: The Beginning (2006), Bomer personificó a Eric, un veterano de la guerra de Vietnam que conduce por Texas para volver a enlistarse en el ejército, pero cae prisionero de la familia Hewitt. En 2007 coprotagonizó la miniserie Traveler, la cual estrenó por ABC el 30 de mayo de 2007. Entre 2007 y 2009 personificó a Bryce Larkin en la comedia de acción Chuck, de la NBC.
El 23 de octubre de 2009 se estrenó White Collar, una serie de drama policial del USA Network protagonizada por Bomer. La serie narra la historia de la asociación entre un exconvicto (Bomer) y un agente del FBI, Tim DeKay. En abril de 2009, USA Network había creado el proyecto para la serie, con un episodio piloto de noventa minutos de duración y trece episodios de una hora cada uno.
En 2012, participó en la película Magic Mike, junto a Channing Tatum, Alex Pettyfer, Matthew McConaughey, Olivia Munn y Joe Manganiello. Ese mismo año realizó un cameo en un capítulo de la serie de FOX Glee, interpretando al hermano mayor de Blaine Anderson (Darren Criss).
En 2020, Bomer comenzó a protagonizar la serie de antología  The Sinner emitida por la cadena USA Network.

## Vida privada
Bomer tiene una relación con el publicista Simon Halls. Tienen tres hijos, incluyendo mellizos. Nunca hizo una declaración sobre su orientación sexual; la primera vez que lo confirmó fue en febrero de 2012 cuando agradeció a Halls y a sus hijos durante su discurso en la entrega de un premio de Steve Chase Humanitarian Award.
En abril de 2014 se confirmó que Matt Bomer y Simon Halls están casados desde 2011.

## Filmografía
- The Texas Chainsaw Massacre: The Beginning (2006)
- White Collar (2009–2014)
- Magic Mike (2012)
- Superman: Unbound (2013)
- American Horror Story: Hotel (2015–2016)
- The Nice Guys (2016)
- The Magnificent Seven (2016)
- Viper Club (2018)
- The Boys in the Band (2020)
- Echoes (2022)
- Maestro (2023)
- Fellow Travelers (2023)

## Premios y nominaciones
Premios de la Crítica Televisiva
| Año  | Categoría                                    | Trabajo          | Resultado |
| ---- | -------------------------------------------- | ---------------- | --------- |
| 2014 | Mejor actor de reparto en película/miniserie | The Normal Heart | Ganador   |
| 2024 | Mejor actor en película/miniserie            | Fellow Travelers | Nominado  |

Premios Globos de Oro
| Año  | Categoría                                              | Trabajo          | Resultado |
| ---- | ------------------------------------------------------ | ---------------- | --------- |
| 2014 | Mejor actor de reparto de serie, miniserie o telefilme | The Normal Heart | Ganador   |
| 2024 | Mejor actor de miniserie o telefilme                   | Fellow Travelers | Nominado  |

Premios Primetime Emmy
| Año  | Categoría                                      | Trabajo          | Resultado |
| ---- | ---------------------------------------------- | ---------------- | --------- |
| 2014 | Mejor actor de reparto - Miniserie o telefilme | The Normal Heart | Nominado  |
| 2024 | Mejor actor - Miniserie o telefilme            | Fellow Travelers | Nominado  |

Premios del Sindicato de Actores
| Año  | Categoría                                         | Trabajo          | Resultado |
| ---- | ------------------------------------------------- | ---------------- | --------- |
| 2024 | Mejor actor de televisión - Miniserie o telefilme | Fellow Travelers | Nominado  |